# Lutkovno gledališče Maribor
Lutkovno gledališče Maribor (kratica: LGM) je eno izmed lutkovnih gledališč v Sloveniji, ki deluje v prostorih nekdanjega Minoritskega samostana na Vojašniškem trgu 2a v Mariboru.
Deluje kot javni zavod Mestne občine Maribor (MOM).

## Zgodovina
Gledališče je bilo formalno ustanovljeno 8. decembra 1973, ko sta se združila Lutkovno gledališče KUD Jože Hermanko Maribor in Malo gledališče lutk DPD Svoboda Pobrežje, ki je pričelo delovati v sezoni 1974/75 in bilo formalno vpisano v sodni register leta 1975.
Leta 2004 je ustanoviteljstvo nad gledališčem prevzema MOM.
Leta 2010 se je lutkovno gledališče preselilo v prenovljeni minoritski samostan na Vojašniškemu trg; obnova stavbe je stala več kot 14 milijonov evrov.
Leta 2022 je bil v Mariboru ustanovljen tudi Lutkovni muzej.